# Hans Wildermuth (Maler)
Hans Wildermuth (* 19. Dezember 1846 in Zürich; † 9. April 1902 in Zollikon) war ein Schweizer Maler, Medailleur und Kunstpädagoge. Sein Werk umfasst Glas- und Ölmalerei, Aquarelle, Pastelle sowie Medaillen.

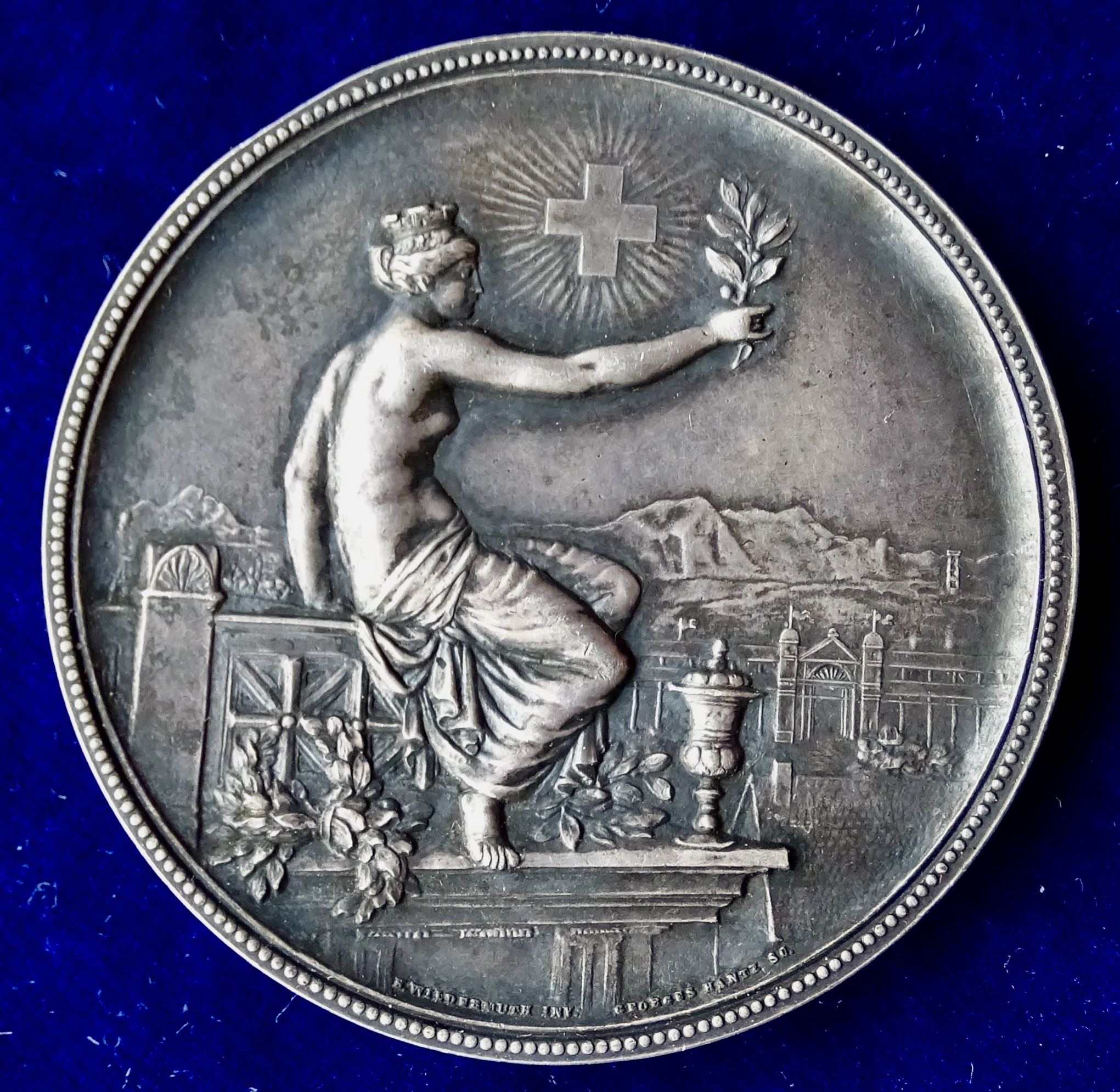
Schützentaler Eidgenössisches Schützenfest Winterthur 1895, Vorderseite mit der nackten Stadtgöttin

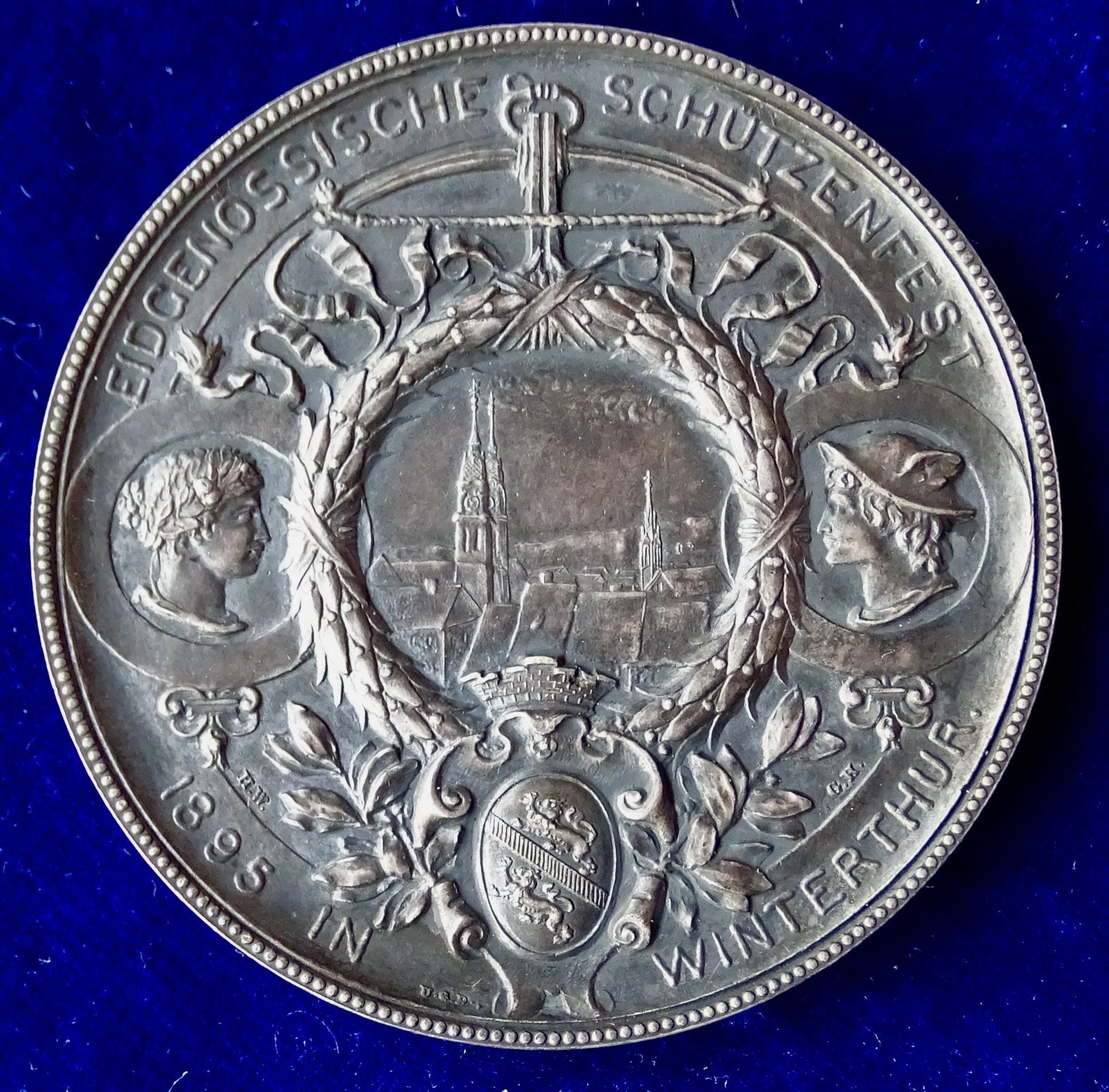
Die Rückseite des Schützentalers von 1895 mit traditioneller Armbrust und Stadtwappen

## Leben und Werk
Hans Wildermuth absolvierte in Basel eine Lehre als Dekorationsmaler. Anschliessend bildete er sich zwei Jahre lang in Paris an der École nationale supérieure des arts décoratifs in Figuren- und Blumenmalerei bei Sordet weiter. Wieder in Basel gründete er ein Dekorationsgeschäft. Dieses verlegte er später nach Zürich und unterrichtete ab 1882 an der kunstgewerblichen Abteilung des Technikum Winterthur. Der Maler Fritz Widmann war ein Schüler von ihm. 1897 wurde Wildermuth als Direktor an die Kunstgewerbeschule Zürich berufen und war als solcher bis 1901 tätig.
Der Schriftsteller Max Frisch war sein Enkel, Sohn seiner Tochter Karolina.